# 1864 (Fernsehserie)
1864 – Liebe und Verrat in Zeiten des Krieges (Originaltitel: 1864) ist eine achtteilige dänische Fernsehserie von 2014, die sich um die Niederlage Dänemarks im Deutsch-Dänischen Krieg von 1864 dreht. Für Drehbuch und Regie ist Ole Bornedal verantwortlich, während Tom Buk-Swientys Buch Slagtebænk Dybbøl („Schlachtbank Düppel“) als Vorlage diente. Mit Kosten von 173 Millionen dänischen Kronen (ca. 23 Millionen Euro) ist 1864 die bislang teuerste dänische TV-Produktion.
Premiere feierte die Serie am 12. Oktober 2014 auf DR1, anlässlich des 150. Jubiläums des Deutsch-Dänischen Krieges, der im Oktober 1864 endete. Die deutsche Erstausstrahlung fand ab 11. Juni 2015 auf Arte statt. Neben der Serie war auch eine Spielfilmfassung geplant, die laut Ankündigung der Produktionsfirma Miso Film in das Rennen um den Goldenen Bären bei der Berlinale 2015 geschickt werden sollte.
In Hinblick auf die fehlerhafte Historizität wurde die Serie in Dänemark kritisch aufgenommen.

## Handlung
Das Intro zeigt das Gemälde Fra Forposterne (deutsch: Von den Außenposten), 1864, von dem dänischen Maler Vilhelm Rosenstand.
Die beiden Brüder Laust und Peter wachsen in der Mitte des 19. Jahrhunderts auf einem dänischen Gutshof auf. Mit der Zeit freunden sich die beiden mit Inge, der Tochter des Gutsverwalters, an, und es entsteht über die Jahre hinweg eine Art „Dreiecksbeziehung“. Vordergründig funktioniert diese Beziehung gut; Laust und Inge haben jedoch eine Liebesbeziehung, von der Peter nichts weiß.
Hans Christian Andersen liest sein Märchen Der standhafte Zinnsoldat vor. Inge nennt es nun eine „Zeit in der das Märchen keinen Sinn hat“. Die Regierung denkt an die siegreiche Schlacht von Lyndanisse.
Die Zeiten sind von Kriegen geprägt, und obwohl ihr Vater aufgrund einer alten Kriegsverletzung vor den Augen der Söhne bei der Feldarbeit stirbt, gehen die beiden Brüder zum Militär und lernen schon bald die Schrecken des Krieges im Deutsch-Dänischen Krieg kennen.
Der Tod Friedrichs VII. ohne männlichen Erben und die Novemberverfassung führen u. a. zum Deutsch-Dänischen Krieg.
Trotz der Abberufung von Friedrich von Wrangel und der Zurückschlagung bei Missunde (siehe: Gefecht von Missunde) zeigt sich bereits, dass die Preußen (mit den Österreichern) überlegen sind.
Als Peter vom Verhältnis seines Bruders zur gemeinsamen Freundin erfährt, bricht er mit Laust. Inge, die von Laust schwanger ist, macht sich auf die Suche nach dem Brüderpaar. An der Front wird ihr fälschlicherweise mitgeteilt, dass beide tot seien, woraufhin Inge als Krankenschwester im Lazarett anfängt. Ohne es zu wissen, ist sie dabei nicht weit von Laust und Peter entfernt.
Während der dänische Regierungschef Monrad im fernen Kopenhagen den Krieg weiter schürt, sterben in Schleswig immer mehr Soldaten, und es zeichnet sich die Niederlage Dänemarks ab. In der entscheidenden Schlacht am 18. April 1864 auf den Düppeler Schanzen stirbt Laust – bevor er sich mit seinem Bruder Peter versöhnen kann. Er rettete durch seinen Einsatz jedoch das Leben Direks.
Dänemark will kapitulieren und erfragt die Bedingungen bei dem belgischen König Leopold I. Außerdem versucht es, dem Deutschen Bund beizutreten, was jedoch scheitert, während die Kapitulation, trotz Monrads Widerstrebungen, von u. a. Christian IX. durchgesetzt werden kann. Preußen beginnt 1866 bereits mit dem Deutschen Krieg und damit mit dem zweiten der drei Einigkeitskriege.
Die fiktive Geschichte von Laust, Peter und Inge ist in die historische Handlung des 19. Jahrhunderts eingebettet, so dass auch mehrere Persönlichkeiten der damaligen Zeit in der Serie vorkommen, wie beispielsweise der dänische Regierungschef Monrad, der dänische Oberbefehlshaber General de Meza, der preußische König Wilhelm, Generalmajor von Moltke, Bismarck und Königin Victoria. Die fiktive Figur „Didrich“ kam aus dem „Drei-Jahres-Krieg“ wieder. Er hat sich in diesem Krieg sowie in dem Krieg von 1864 als Feigling bzw. Deserteur dargestellt und aufgrund dieser von dem Sergeant Johan Larsen geschilderten Vorkommnisse erschießt sich Direks Vater. Während die Mutter von Inge den letzten Brief von Laust verbrennt, nachdem Johan Larsen ihn ihr überbracht hat, kann Direk die Eltern von Inge überreden, dass er sie heiratet. Das Kind von Laust lässt er als „Bastard“ abschieben. Inge und Direk bekommen viele Kinder. Peter nimmt die Zigeunerin Sofia zur Frau, die als junges Mädchen von Direk vergewaltigt wurde und ihr daraus resultierendes Kind Peter nennt. Peter findet Lausts Kind und nimmt es mit Sofia bei seiner Mutter auf. Mit Inge hat er gebrochen.
Erzählt wird die Geschichte in einer Rahmenhandlung im Jahr 2014 – 150 Jahre nach dem Krieg –, indem aus den Tagebüchern von Inge vorgelesen wird: Claudia, eine Jugendliche ohne Perspektive, arbeitet bei Baron Severin quasi als Hausangestellte. Ihr Familienleben liegt am Boden, seit ihr Bruder in Afghanistan gefallen ist. Während sie den Baron eigentlich bestehlen will, findet sie Inges Tagebuch und fängt an, dem alten Herrn daraus vorzulesen. Am Ende stellen beide fest, dass sie mit den Personen von damals eng verbunden sind: Inge ist die Urgroßmutter von Baron Severin, und ihre beste Freundin Sofia, die, wie man auf einem Foto sehen kann, später mit Peter verheiratet war, ist eine Vorfahrin von Claudia.

## Produktion
Die TV-Serie wurde von Miso Film in Zusammenarbeit mit DR produziert. 2013 wurden im Rahmen einer Pressekonferenz die Schauspieler bekannt gegeben. Neben bekannten Schauspielern wurden einige Schlüsselrollen auch mit bisher unbekannten Darstellern besetzt. Im Film treten ca. 160 Schauspieler und gut 6000 Komparsen auf.
Die Fernsehserie hatte ursprünglich ein Budget von 150 Millionen dänische Kronen, welches nach und nach erhöht wurde. Die notwendigen Nachfinanzierungen hatten zur Folge, dass die eigentliche Premiere (geplant am 18. April 2014, dem Jahrestag der Schlacht auf der Düppeler Anhöhe) auf den Herbst 2014 verschoben werden musste. Den größten Teil der Finanzierung stellte das dänische Kulturministerium mit 100 Millionen Kronen zur Verfügung.

## Besetzung

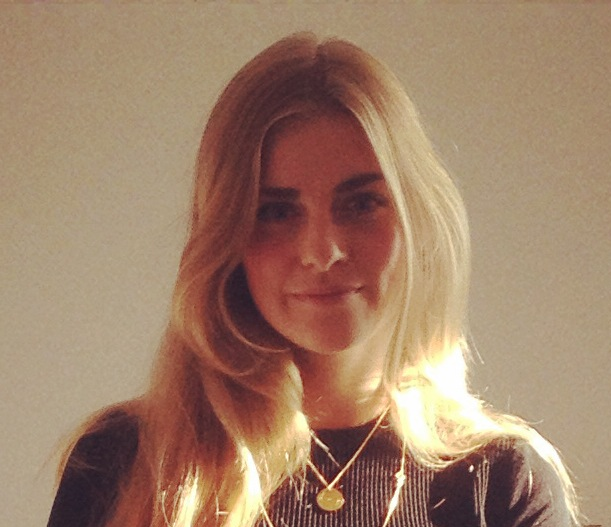
Marie Tourell Søderberg, die Darstellerin der Inge Juhl.

Die Serie wurde bei der TaunusFilm nach einem Dialogbuch von Rainer Gerlach und Lothar Kompatzki unter der Dialogregie von Gerlach synchronisiert.
| Rolle                                         | Schauspieler            | Synchronsprecher          |
| --------------------------------------------- | ----------------------- | ------------------------- |
| Inge Juhl                                     | Marie Tourell Søderberg | Giuliana Jakobeit         |
| Laust Jensen                                  | Jakob Oftebro           | Jannik Endemann           |
| Peter Jensen                                  | Jens Sætter-Lassen      | Till Endemann             |
| Thøger Jensen                                 | Lars Mikkelsen          | Oliver Siebeck            |
| Didrich                                       | Pilou Asbæk             | Sascha Rotermund          |
| Regierungschef Ditlev Gothard Monrad          | Nicolas Bro             | Uwe Büschken              |
| Johanne Luise Heiberg                         | Sidse Babett Knudsen    | Christin Marquitan        |
| Friedrich von Wrangel                         | Hans-Michael Rehberg    | Hans-Michael Rehberg      |
| Otto von Bismarck                             | Rainer Bock             | (Originalton)             |
| Helmuth von Moltke                            | Heikko Deutschmann      | Heikko Deutschmann        |
| König Wilhelm von Preußen                     | Dieter Montag           | Dieter Montag             |
| Prinz Friedrich Karl von Preußen              | Barnaby Metschurat      | Barnaby Metschurat        |
| Gottfried Piefke                              | Rainer Reiners          | Rainer Reiners            |
| Heinz                                         | Ludwig Trepte           | Ludwig Trepte             |
| Ignazio                                       | Zlatko Burić            | Wolfgang Winkler          |
| Gutsbesitzer                                  | Waage Sandø             | Lutz Riedel               |
| Gutsverwalter                                 | Peter Gilsfort          |                           |
| Oberst Møller                                 | Rasmus Bjerg            | Thomas Schmuckert         |
| Sergeant                                      | Peter Plaugborg         | Sebastian Walch           |
| Ingrid                                        | Helle Fagralid          |                           |
| Emilie                                        | Louise Mieritz          |                           |
| Königin Victoria                              | Barbara Flynn           |                           |
| Lord Palmerston                               | James Fox               |                           |
| Baron Severin                                 | Bent Mejding            | Friedrich G. Beckhaus     |
| Claudia                                       | Sarah-Sofie Boussnina   | Luisa Wietzorek           |
| Sofia                                         | Eva Josefíková          | Eva Thärichen             |
| Johan Larsen                                  | Søren Malling           | Bernd Vollbrecht          |
| Doktor Krøldrup                               | Claus Bue               | Eberhard Haar             |
| Sulten                                        | Claus Flygare           |                           |
| Hans Christian Andersen                       | Stig Hoffmeyer          | Rainer Gerlach            |
| General Gerlach                               | Kristian Halken         | Helmut Gauß               |
| Claudias Mutter                               | Ida Dwinger             | Marion Elskis             |
| Methuselah                                    | Holger Perfort          | Peter Groeger             |
| Grandjean                                     | Paul Hüttel             |                           |
| Christian IX.                                 | Henrik Prip             | Sebastian Christoph Jacob |
| Schullehrer Skarv                             | Henrik Koefoed          | Frank Röth                |
| Tjele                                         | Jesper Asholt           |                           |
| Carl Christian Hall                           | Olaf Johannessen        |                           |
| Leutnant Wilhelm Dinesen                      | Johannes Lassen         | Arne Stephan              |
| Christian Julius de Meza                      | Søren Sætter-Lassen     | Erich Räuker              |
| Herbert von Bismarck                          | Kai Oliver Böhne        |                           |
| Generalleutnant Eduard Vogel von Falckenstein | Philip Schenker         |                           |
| Edwin von Manteuffel                          | Peter Benedict          | Peter Benedict            |
| Friedrich VII.                                | Lars Lohmann            | Frank Ciazynski           |

## Rezeption
Die Serie erfuhr in Dänemark eine kritische Aufnahme, nicht zuletzt aufgrund mehrerer historischer Fehler. So behauptet die Serie, der Krieg wäre der blutigste Krieg der dänischen Geschichte gewesen, was jedoch unter Verweis auf unter anderem den Großen Nordischen Krieg oder den Schonischen Krieg von Historikern verworfen wurde. Auch der multinationale Charakter des Dänischen Gesamtstaates vor 1864 wurde in der Serie nicht thematisiert, weder die Herzogtümer Holstein und Lauenburg noch die verschiedenen Sprach- und Volksgruppen in den Herzogtümern werden in der Serie genannt. Die deutschen Nationalliberalen werden nicht als Schleswig-Holsteiner, sondern als Schleswiger betitelt. Auch auf die Mehrsprachigkeit Schleswigs wird nicht eingegangen. Weiter behauptet die Serie, der Deutsche Bund hätte Dänemark angegriffen. Faktisch wurde Dänemark jedoch von Preußen und Österreich angegriffen, der Deutsche Bund selbst erklärte den Krieg für rechtswidrig. Auch das Rückzugsgefecht vom Danewerk bei Oeversee/Sankelmark wird falsch dargestellt. Die alleinige Beteiligung österreichischer Truppen in Form einer Brigade des VI. k.k. Armeekorps unter Feldmarschallleutnant Gablenz wird zur Gänze verschwiegen. Die Darstellung des Staatsministers Monrad wurde ebenfalls kritisiert. Durch die Fokussierung auf die schwierige Persönlichkeit Monrads werde die Geschichte selbst vereinfacht, viele historische Figuren glichen mehr Karikaturen. Viele Historiker sahen in „1864“ eher eine Analogie auf moderne Konflikte und Kriege wie den Irakkrieg als eine korrekte Wiedergabe der Ereignisse im 19. Jahrhundert. Im Verlauf der öffentlichen Debatte wurde die Frage diskutiert, inwieweit historische Filme in der Verantwortung stehen, historische Begebenheiten auch historisch korrekt wiedergeben zu müssen.
Entgegen früheren Aussagen sagte Ingolf Gabold, der frühere Leiter für Fernsehfilme bei Danmarks Radio, in einem Interview mit der Tageszeitung Politiken im Februar 2016, dass die Fernsehserie durchaus die Absicht gehabt habe, ein kulturpolitisches Statement gegen den Nationalismus zu sein. Bisher hatten Gabold und Filmregisseur Ole Bornedal noch jegliche politische Beeinflussung der gegenwärtigen Politik verneint. Kulturminister Bertel Haarder nannte die Vorkommnisse unglücklich.

## Sonstiges
Ursprünglich sollte Sofie Gråbøl die Rolle der Mutter der beiden männlichen Protagonisten spielen, lehnte dies jedoch ab.